# 누르 이나야트 칸

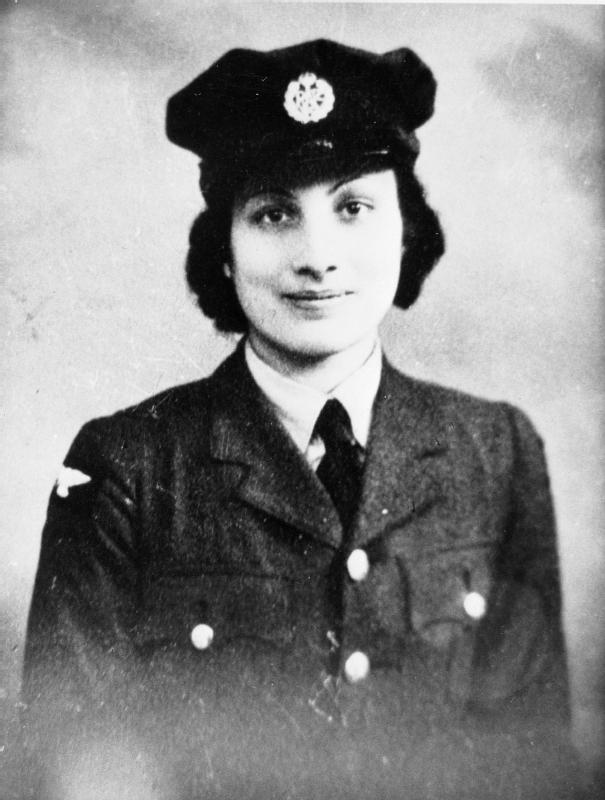
누르 이나야트 칸

누르 이나야트 칸(Noor Inayat Khan) 또는 노라 베이커(Nora Baker)로도 알려진 누르운니사 이나야트 칸(Noor-un-Nisa Inayat Khan), CG(1914년 1월 1일~1944년 9월 13일)은 영국의 비밀요원이다. 제2차 세계 대전 당시 나치 점령 하의 프랑스에서 활약했다. 인도의 수피 무슬림 가문 출신으로, 영국의 여성 무선 통신요원으로는 최초로 프랑스에 투입되어 중요한 역할을 수행했다. 1944년 나치 독일의 다하우 강제 수용소에서 처형되었다. 영국에서 전쟁영웅으로 기억되며, 1947년 사후에 조지 십자장 서훈을 받았다.
1914년 러시아 모스크바에서 인도 출신의 수피 무슬림 가정에서 태어나 자란 칸은 어린 시절부터 음악과 문학에 뛰어난 재능을 보였다. 평화주의자로서 전쟁을 반대했으나, 나치의 폭정에 대항하기 위해 1940년 여성보조공군에 입대하여 무선 통신 교육을 받았다. 1943년 비밀 정보부인 특수작전집행부(SOE) 소속으로 프랑스에 파견되었으며, 암호명은 마들렌(Madeleine)이었다. 당시 SOE는 독일군에 맞서 싸우고자 하는 프랑스 레지스탕스와의 통신을 담당했고, 칸은 영국과 레지스탕스를 연결하는 중요한 역할을 했다. 1943년 이중간첩의 배신으로 독일 게슈타포에 체포되었고, 잔혹한 고문을 받으면서도 중요한 정보를 결코 넘기지 않았다. 여러 차례 탈출을 시도했지만 실패한 후, 다하우 강제 수용소로 이송되었으며, 그곳에서 다른 여성 요원들과 함께 1944년 30세의 나이로 처형되었다.